# Longīr-e Vosţá
Longīr-e Vosţá (persiska: لنگیرِ وسطی, Longīr-e Vostá) är en ort i Iran.   Den ligger i provinsen Khuzestan, i den centrala delen av landet, 600 km söder om huvudstaden Teheran. Longīr-e Vosţá ligger 88 meter över havet och antalet invånare är 552.
Terrängen runt Longīr-e Vosţá är platt åt sydväst, men åt nordost är den kuperad.Runt Longīr-e Vosţá är det ganska tätbefolkat, med 62 invånare per kvadratkilometer. Longīr-e Vosţá är det största samhället i trakten. Omgivningarna runt Longīr-e Vosţá är i huvudsak ett öppet busklandskap.